# دائرة تاظروك
دائرة تاظروك إحدى دوائر الجزائر التابعة لولاية تمنراست. عاصمتها هي تاظروك و تضم بلديات تاظروك وأدلس.